# La Comella de Palau
La Comella de Palau és una masia barroca de Gurb (Osona) inclosa a l'Inventari del Patrimoni Arquitectònic de Catalunya.

## Descripció
Masia de planta baixa i dos pisos. Les finestres són de secció rectangular de llindes planes de pedra, i la majoria presenten balcó amb barrots de ferro forjat amb ornamentació.
La façana principal s'obre a un pati o lliça, delimitat per un mur de pedra en el qual se situa la porta d'accés, formada per dues grans pilastres de pedra i una porta de ferro forjat treballada.
Substitueixen els porxos un terrat delimitat per uns pilarets decorats amb figures esculpides de pedra, adossat a la façana principal.

## Història
S'inicia la construcció durant el segle xiii, però es refà durant el XVIII i es modifica i restaura al segle xx.
Queden alguns vestigis del segle xiii, com les voltes de la part baixa de la masia, però estan bastant amagades per la construcció actual.
Es tracta bàsicament d'una casa senyorial, amb unes estructures i una tipologia pròpies del segle xviii català.